# Cathédrale du Saint-Nom de Bombay
Cette  cathédrale n’est pas la seule cathédrale du Saint-Nom.
La cathédrale du Saint-Nom est un édifice religieux catholique de style néo-gothique, sis dans le quartier de Colaba, à  l’extrême sud de la péninsule que forme la ville de Bombay, en Inde. Érigée au début du XXe siècle, l’église, alors paroissiale, est érigée en pro-cathédrale en 1942 puis cathédrale, en 1964, de l’archidiocèse catholique de Bombay.  La résidence épiscopale jouxte la cathédrale.

## Histoire

### Église paroissiale
Depuis 1767 il existe une chapelle catholique dans ce que l’on appelle la ‘Fort area’. Au début du XXe siècle celle-ci est beaucoup trop petite pour recevoir les catholiques du quartier qui participent aux services religieux. L’archevêque de Bombay, Théodore Dalhoff achète un terrain de grande dimension à Wodehouse road (aujourd’hui 'Nathalal Parekh Marg') pour y ériger un ensemble architectural comprenant une nouvelle église, un couvent avec école et une résidence presbytérale. 
Dès que les plans sont approuvés (1901) le chantier est ouvert. La pierre d’angle est bénite et solennellement posée le 9 juillet 1902. Moins de trois ans plus tard, le 15 janvier 1905, l’église est consacrée et ouverte au culte sous le vocable du ‘Saint nom’ (de Jésus).  L’ensemble architecturel des trois bâtiments est de style néo-gothique. Au centre: l’église; à gauche (au nord), mais séparé de l’église et de moindre hauteur, le couvent avec son école, à droite (au sud), un bâtiment identique au couvent-école est la résidence du clergé. 
Le site de cette église est très proche du site d’une ancienne église portugaise ‘Notre-Dame de l’Espérance’ (Nossa Senhora da Esperança) qui fut confisquée par les autorités anglaise lors du conflit Padroado-Propaganda Fide et remis (entre 1849 et 1858) au vicaire apostolique de Bombay, Anastasius Hartmann (1803-1866). L'ancienne église de Esperança fut démolie peu de temps après et à sa place se trouve aujourd’hui le bâtiment actuel ‘Esperança', également appelé ‘bâtiment du Congrès eucharistique’, derrière la cathédrale du Saint-Nom, car construit pour accueillir les délégués au 38e congrès eucharistique International (1964), auquel participa le pape Paul VI.

### Cathédrale
Le 1er janvier (fête du Nom de Jésus) l’église paroissiale est élevée au rang de pro-cathédrale, par l’archevêque Thomas Roberts. Elle remplace l’ancienne cathédrale de Bhuleshwar, un quartier de Bombay où les catholiques sont peu nombreux. 
Elle devient cathédrale, au sens plein du mot, le 3 mars 1964, par un décret de la Congrégation pour la doctrine de la foi. Sa consécration, en tant que cathédrale, a lieu le 28 novembre 1964, coïncidant ainsi avec la célébration du 38e Congrès eucharistique international. Le pape Paul VI qui participe au Congrès eucharistique lui offre à cette occasion une nouvelle cloche.  

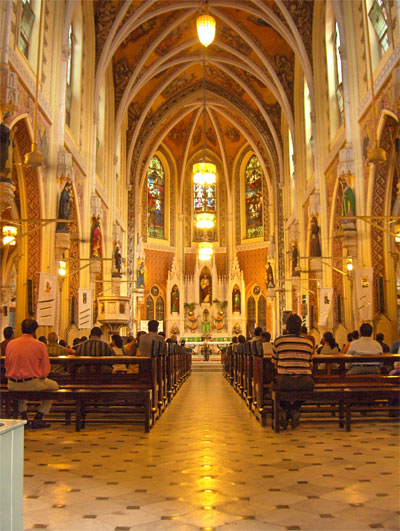
Vue de la nef

## Autres cathédrales
Deux autres églises étaient connues populairement comme pro-cathédrales et dépendaient du diocèse de Daman (alors territoire portugais) sous contrôle juridictionnel du ‘Padroado’, et dont l’évêque résidait habituellement à l’église du Saint-Sacrement de Colaba. Ce sont les églises Saint François-Xavier de Dabul et Notre-Dame de Gloire à Byculla.
La cathédrale Saint-Thomas est le siège épiscopal de l’Église anglicane (CNI). Deux Églises indiennes de rite oriental ont également un diocèse (et cathédrale) à Bombay: les Jacobites et les Syro-malabars.